# Christmas with Babyface
Christmas with Babyface è un album in studio natalizio del cantante e produttore statunitense Babyface, pubblicato nel 1998.

## Tracce
1. Rudolph the Red-Nosed Reindeer - 4:03
2. Winter Wonderland - 3:13
3. The Christmas Song - 3:13
4. White Christmas - 4:37
5. The Little Drummer Boy - 4:04
6. I'll Be Home for Christmas - 3:58
7. It Came Upon a Midnight Clear/The First Noel - 4:16
8. Sleigh Ride - 3:32
9. Silent Night - 4:33
10. You Were There - 4:58